# Cladonia cenotea
Cladonia cenotea (Ach.) Schaer. (1823), è una specie di lichene appartenente al genere Cladonia,  dell'ordine Lecanorales.
Il nome proprio deriva probabilmente dal greco κενὸτης, kenòtes, che significa vuoto.

## Caratteristiche fisiche
Il sistema di riproduzione è principalmente asessuato, attraverso i soredi o strutture similari, quali ad esempio i blastidi. Il fotobionte è principalmente un'alga verde delle Trentepohlia, di preferenza una Trebouxia.

## Habitat
Questa specie si adatta soprattutto a climi di tipo temperato fresco o montano dell'area boreale. Rinvenuta su legni putrescenti, principalmente su ceppaie e in suoli ricchi di humus. Predilige un pH del substrato da molto acido a valori intermedi fra molto acido e subneutro. Il bisogno di umidità è mesofitico.

## Località di ritrovamento
La specie è stata rinvenuta nelle seguenti località:
- Germania (Brandeburgo, Amburgo, Renania-Palatinato, Schleswig-Holstein, Sassonia, Meclemburgo, Baviera, Berlino, Essen, Baden-Württemberg, Renania Settentrionale-Vestfalia, Niedersachsen, Turingia, Sassonia-Anhalt);
- USA (Idaho, Montana, Alaska, New York, Virginia Occidentale, Wisconsin, Washington, Minnesota, Colorado, Connecticut, Vermont, Michigan, Maine,);
- Austria (Oberösterreich, Steiermark);

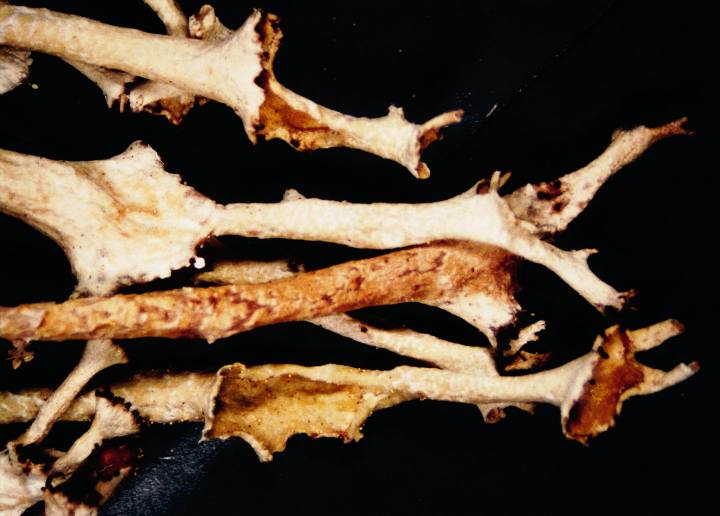
Cladonia cenotea

- Canada (Ontario, Alberta, Terranova, Labrador, Nuova Scozia, Nuovo Brunswick, Manitoba, Columbia Britannica, Québec (provincia), Saskatchewan, Yukon);
- Russia (Oblast di Tomsk);
- Cina (Shaanxi, Xinjiang, Heilongjiang, Mongolia interna, Jilin, Sichuan);
- Argentina, Cile, Corea del Sud, Danimarca, Estonia, Finlandia, Groenlandia, India, Isola del Principe Edoardo, Isole Svalbard, Kenya, Lituania, Mongolia, Norvegia, Paesi Bassi, Perù, Polonia, Regno Unito, Repubblica Ceca, Romania, Saint-Pierre e Miquelon, Spagna, Svezia, Svizzera, Tanzania, Turchia, Uganda, Ungheria.

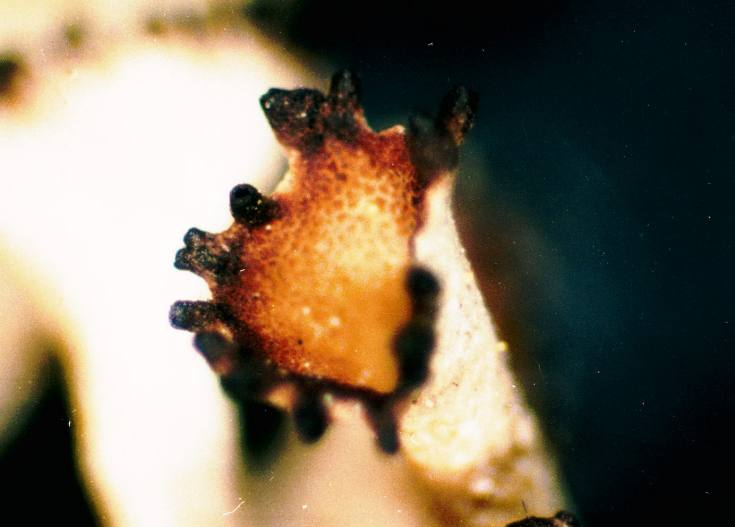
Cladonia cenotea, soredi

In Italia questa specie di Cladonia è abbastanza rara: 
- Trentino-Alto Adige, da estremamente rara a rara nelle zone collinari, assente nelle zone montuose
- Val d'Aosta, da estremamente rara a rara nelle zone collinari, assente nelle zone montuose
- Piemonte, rara lungo l'arco alpino, alquanto rara nel resto della regione
- Lombardia, rara nelle zone alpine e di confine col Trentino; alquanto rara nelle zone collinari prepadane, non rinvenuta altrove
- Veneto, rara nelle zone alpine e di confine col Trentino; alquanto rara nelle zone collinari prepadane, non rinvenuta altrove
- Friuli, rara nelle zone alpine e di confine col Veneto; alquanto rara nelle zone collinari prepadane, non rinvenuta altrove
- Emilia-Romagna, estremamente rara lungo l'arco appenninico
- Liguria, non è stata rinvenuta
- Toscana, alquanto rara nelle zone litoranee, poco rara nelle zone interne
- Umbria, non è stata rinvenuta
- Marche, non è stata rinvenuta
- Lazio, alquanto rara nelle zone litoranee, poco rara nelle zone interne
- Abruzzi, non è stata rinvenuta
- Molise, non è stata rinvenuta
- Campania, non è stata rinvenuta
- Puglia, non è stata rinvenuta
- Basilicata, non è stata rinvenuta
- Calabria, da rara nel versante tirrenico ad estremamente rara in quello ionico
- Sicilia, non è stata rinvenuta
- Sardegna, da poco rara nel versante occidentale ad abbastanza rara in quello orientale.[2]

## Tassonomia

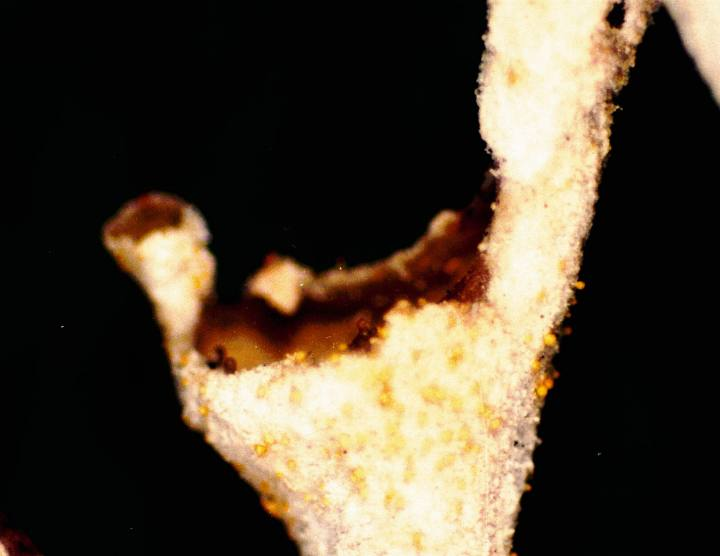
Cladonia cenotea

Questa specie è attribuita attualmente da molti autori alla sezione Perviae; alcuni la ascrivono alla sezione Strepsiles, altri alla Unciales; a tutto il 2008 sono state identificate le seguenti forme, sottospecie e varietà:
- Cladonia cenotea f. cenotea (Ach.) Schaer. (1823).
- Cladonia cenotea f. exaltata Nyl.
- Cladonia cenotea f. exilis Anders (1936).
- Cladonia cenotea f. ramosa Anders (1936).
- Cladonia cenotea var. brachiata (Fr.) Schaer. (1823).
- Cladonia cenotea var. cenotea (Ach.) Schaer. (1823).
- Cladonia cenotea var. crossata Nyl.
- Cladonia cenotea var. glauca (Flörke) Leight., (= Cladonia glauca).

## Collegamenti esterni

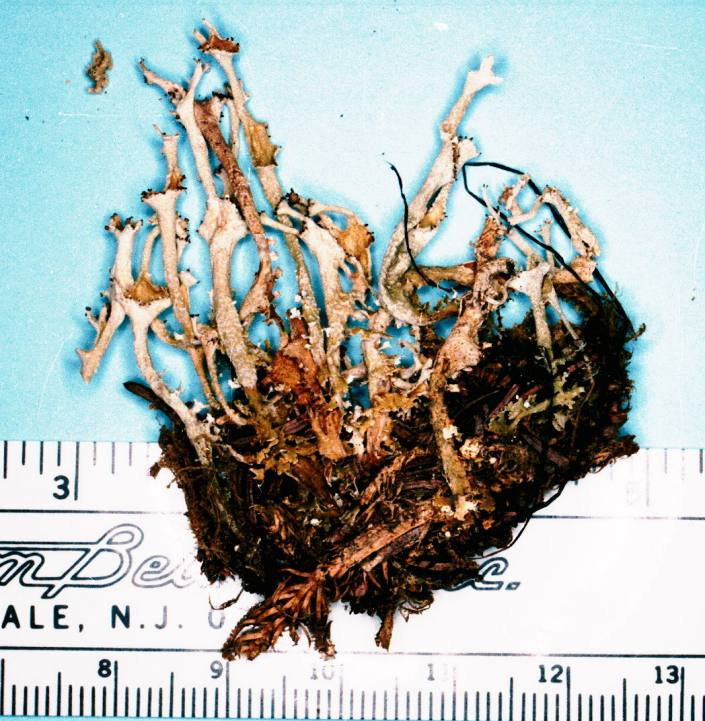
Cladonia cenotea